# Letis occidua
Letis occidua är en fjärilsart som beskrevs av Carl von Linné 1758. Letis occidua ingår i släktet Letis och familjen nattflyn. Inga underarter finns listade i Catalogue of Life.

## Bildgalleri

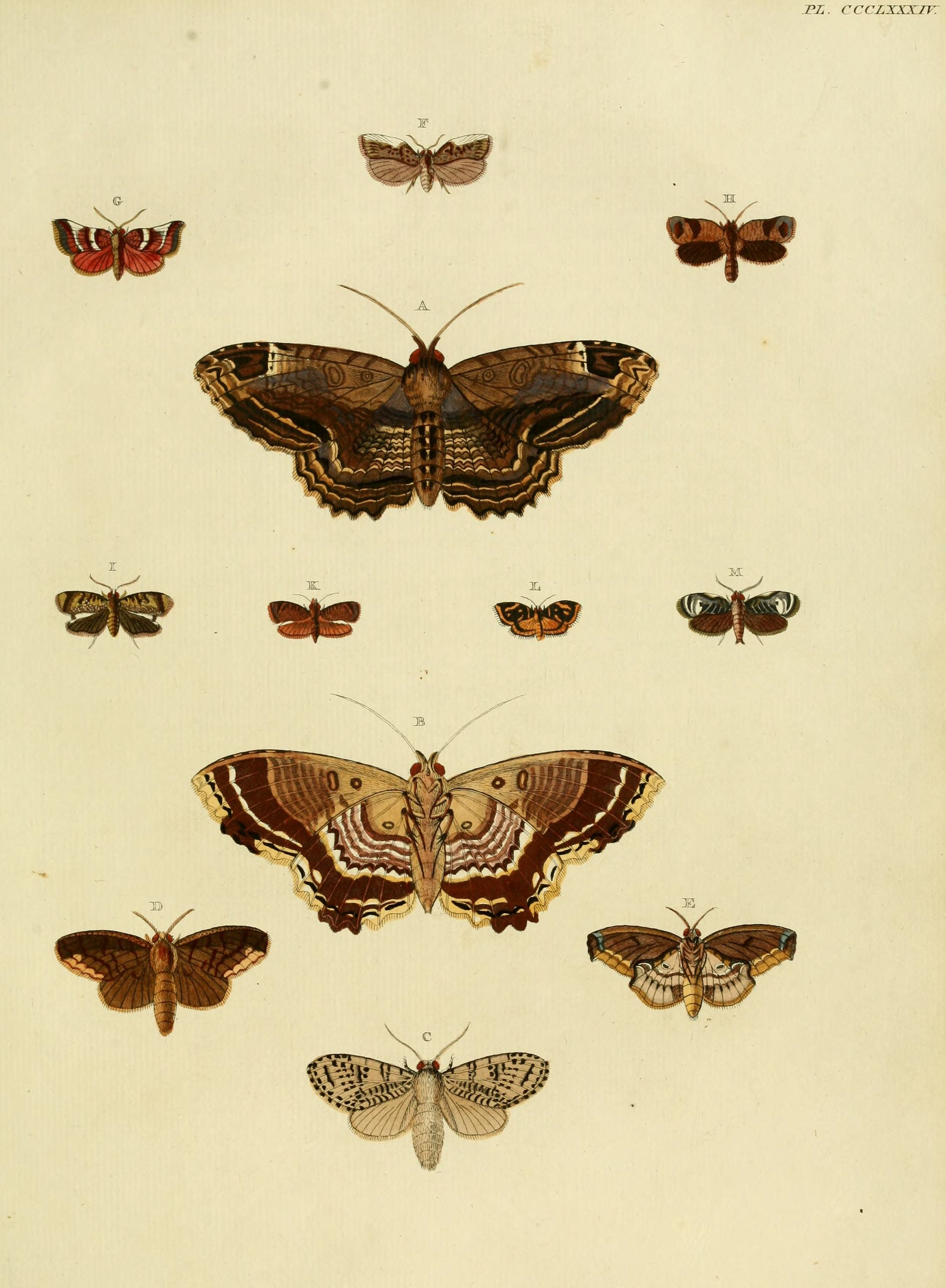